# ダーウィン事変
『ダーウィン事変』（ダーウィンじへん）は、うめざわしゅんによる日本の漫画作品。『月刊アフタヌーン』（講談社）にて、2020年8月号より連載中。アメリカを舞台に、人間とチンパンジーの間から誕生した「ヒューマンジー」の少年を描いた物語。

## 沿革
2020年6月25日発売の『月刊アフタヌーン』8月号より連載を開始。
連載開始時には同誌の公式サイトにて、第1話の原稿のデータをクリエイティブ・コモンズ・ライセンスで提供した。これは本作の担当編集者である寺山晃司が、「とにかく多くの人に読んでもらえることなら全部やろう」と考え、行った試みのひとつである。このことについて、後述の「マンガ大賞2022」の授賞式で司会を務めたアナウンサーの吉田尚記が「画期的なアイデア」であったと話している。
同年4月25日発売の『月刊アフタヌーン』2022年6月号にて、うめざわの病気療養により休載することが発表され、7月号より休載し、11月号にて連載が再開されたが、2023年3月号に同様の理由により再び休載を発表し、同年7月号より連載を再開している。
Anime NYCのイベントでKodansha USAが2023年秋から本作を刊行するため、ライセンスを取得したと発表。
2023年3月、単行本第5巻の発売を記念し、梶裕貴が全13役を担当したPVが制作されている。
2024年5月22日、テレビアニメ化が発表された。

## あらすじ
プロローグ
15年前、動物解放を求めてテロ活動を繰り返している「ALA」（動物解放同盟）によって、実験動物にされていたチンパンジーが連れ出され、近所の動物病院で出産した。その赤子は、遺伝子操作によって作り出された人間とチンパンジーの交雑種「ヒューマンジー」だった。
マスコミによって大きな話題となったヒューマンジーは「チャーリー」と名付けられ、チンパンジー研究者のギルバートと弁護士のハンナが育ての親となり、愛情深く育てられた。しかし、5歳の頃に同年代の子供たちと遊ばせた際に暴行事件を起こしてしまったことから、住民たちの抗議によってチャーリーは軟禁生活となったが、やがて「優れた頭脳と身体能力の持ち主」に成長した。
序盤
高校に入学したチャーリーは、興味本位に見られて遠巻きにされたり、一部の生徒たちから敵視されて誹謗中傷を受けるが、まったく意に介さず、頭脳明晰な少女 ルーシーと出会い友情を育んでいく。
しかし、ALAの黒人リーダー マックスは「チャーリーを仲間に加えよう」と画策し、自宅への強襲事件や、狂信的なALA思想を持った生徒による高校銃乱射テロなどなど、過激な手段に出る。それにより町の人々は、チャーリーを恐れ憎むようになり、ALAが陽動にルーシーを人質にとりチャーリーをおびき寄せた際に、住民たちが自宅に放火をしたことから、チャーリーの両親ギルバートとハンナは亡くなってしまう。
中盤
「市民権」など全ての権利のないチャーリーに所有者がいなくなったことから、FBIと警察は拘束しようと動くが、これまでチャーリーを敵視してきたグラハム警部補が里子として引き取る。その後、第二次性徴を迎えたチャーリーは、急激に知力・筋力が増加していることが判明する。そんな中、チャーリーの産みの母親であるチンパンジー エヴァが、「私は二児の母」と単語カードで伝えて老衰により亡くなる。
エヴァの墓参りに行った2人の前に、ヒューマンジー オメラスが現れる。ALAのリーダーである彼は、自らが「チャーリーの両親を殺害した犯人」と告白し戦闘になるが、チャーリーより優れた体格を持つオメラスはチャーリーを圧倒する。
DNA検査によりオメラスが「チャーリーの兄弟」であることが判明し、弟のオメラスが代理母によって生まれたと推察される。チャーリー達の生物学上の父親であるグロスマン博士の行方を捜すべく、ニューヨークへと向かう。
各地でテロリスト達が決起して、市民を標的にしたハンティングゲームにより多くの犠牲者が出る中で、オメラスはホワイトハウスを強襲する。グロスマン教授の助手のサラ・ユァン博士を確保したルーシー達は、彼女こそが「オメラスの代理母」だと知る。
チャーリー達は、ゴルトン社の二代目社長のアンドリューを誘拐して、グロスマン博士の行方を聞こうとする。しかし、ALAのマックスにより先にアンドリューを誘拐されてしまう。

## 登場キャラクター
チャーリー
本作の主人公。猿に近い風貌をしている。人間の父親とチンパンジーの母親の間に生まれた「ヒューマンジー」で、15歳の少年。アメリカ中西部、ミズーリ州在住。
ルーシー
頭脳明晰だが、コミュニケーションが苦手な少女。

## 制作背景

### 制作
作者のうめざわは過去に、「もう人間」という「何が人間を定義するのかという生命倫理を問う」作品を発表した。本作は「もしチャーリーみたいな存在が生まれ、人間と動物の境界が崩れると、人々はどういうふうに反応するだろう」とうめざわが考え、過去の作品より「思考実験的」に発展させた内容となっている。
当初うめざわは、本作のプロトタイプとなるネームを担当編集者の寺山に見せ、「どんなことが書きたいのか」を話した。本作のテーマである「人間と動物の生存権」は、このころから決められていた。寺山によると、うめざわは「かなりの量の文献を読み込んだうえで、それを」作中の「人とチンパンジーの間のに生まれた“ヒューマンジー”という存在」に「落とし込んで」制作されているという。うめざわは本作を「読むのにパワーの要る漫画」であると考えながら、執筆している。
当初「CGで人とチンパンジーを合成させたような見た目」でリアルに構想されていたが、担当編集者の寺山によると「それだと怖すぎる」という理由により、デザインを変更。読者から「可愛いと思ってもらえるよう、やや記号的なキャラデザイン」でありつつ、「生きて、人間とともにいる存在感」を出した本作のデザインとなった。表情による感情表現は困難であるが、うめざわによると、目の描き方を工夫して伝えているという。

### 舞台について
うめざわは「ヒューマンジーという大きな嘘が据えられている分、ほかの部分はリアルに描こう」と考えた。「差別やテロ」が本作のテーマであり、登場人物がそれらについて活発に議論するためには、「日本よりアメリカが舞台のほうがリアリティを持って捉えられる」ことから、アメリカが舞台に選ばれている。うめざわや編集者、スタッフは「アメリカで生活をした経験者はいない」が、海外ドラマや洋画を好むうめざわが、それらから「アメリカ像を膨らませて」制作している。うめざわはアメリカだけではなく、海外へ行った経験がないため、想像力で描いている。

## 評価
2024年5月現在、単行本の累計発行部数は160万部を記録している。

### 受賞
2021年12月9日に発売された『このマンガがすごい!2022』（宝島社）では、オトコ編10位を獲得。同年12月20日発売の『フリースタイル』（フリースタイル）Vol.50にて発表された「THE BEST MANGA 2022 このマンガを読め！」特集にて、「2020年11月1日から2021年10月31日までに発売されたマンガ作品の単行本および電子書籍」の中から本作が16位に選出。
2022年1月、日本出版販売による「全国書店員が選んだおすすめコミック 2022」の「出版社のコミック編集・販売担当者より『悔しいけどおもしろい他社作品』を募った」スピンオフ企画「出版社コミック担当が選んだおすすめコミック 2022」にて、2位を獲得。同年3月13日発表の第25回文化庁メディア芸術祭マンガ部門で優秀賞を受賞。
同年3月28日、漫画好きの有志が「誰かに薦めたいと思う」漫画を選ぶ「マンガ大賞2022」にて、77ポイントを獲得し、大賞を受賞。東京都のニッポン放送イマジンスタジオにて同日に開催された授賞式では、担当編集者の寺山が登壇し、受賞や本作についてコメントを発表している。同年9月7日発売の『CREA』（文藝春秋）2022年秋号にて発表された「CREA夜ふかしマンガ大賞」では6位を受賞。
2023年、第50回アングレーム国際漫画祭にて「BDGest'Arts アジアセクション」に選出される。同年4月、第47回講談社漫画賞にて最終候補作品に選出。

### マンガ大賞2022での評価
ライターのタニグチリウイチによると、選考で本作に票を入れた選考員からは、「作品が持つ先鋭さ」が評価されたという。
本作に対し、審査員から「令和の『寄生獣』」とコメントが寄せられ、これについて寺山は、もともと『月刊アフタヌーン』が好きだったうめざわは、同作を読んでいたと明かしている。

## 書誌情報
- うめざわしゅん『ダーウィン事変』講談社〈アフタヌーンKC〉、既刊9巻（2025年5月22日現在）
  1. 2020年11月20日発売[4][36]。ISBN 978-4-06-521398-8。
  2. 2021年5月21日発売[37]。ISBN 978-4-06-523314-6。
  3. 2021年11月22日発売[38]。ISBN 978-4-06-525778-4。
  4. 2022年4月21日発売[39]。ISBN 978-4-06-527946-5。
  5. 2023年3月23日発売[14][40]。ISBN 978-4-06-531026-7。
  6. 2023年11月22日発売[41]。ISBN 978-4-06-533687-8。
  7. 2024年5月22日発売[42]。ISBN 978-4-06-535534-3。
  8. 2024年11月21日発売[43]。ISBN 978-4-06-537463-4。
  9. 2025年5月22日発売[44]。ISBN 978-4-06-539468-7。

## コラボレート
2024年5月、映画『猿の惑星/キングダム』とコラボレートし、うめざわしゅんの描きおろしによるチャーリーと映画の主人公・ノアが描かれたイラストを公開。『月刊アフタヌーン』2024年7月号にコラボ漫画も掲載された。異なる話のキャラクターをうめざわが描くことにより、「互いに影響をもたらし、より大きなインパクトを与えられるのではないかという想い」により、コラボレートが行われている。

## テレビアニメ
2024年5月にテレビアニメが発表された。2026年1月より放送予定。

### スタッフ
- 原作 - うめざわしゅん[50]
- 監督 - 津田尚克[50]
- シリーズディレクター - 中山勝一[50]
- シリーズ構成 - 猪爪慎一[50]
- キャラクターデザイン - 友岡新平[50]
- 制作 - ベルノックスフィルムズ[50]
- 製作 - 「ダーウィン事変」製作委員会[50]